# Ionuț Andrei Șerban
Ionuț Andrei Șerban (sinh ngày 9 tháng 3 năm 1992) là một cầu thủ bóng đá người România thi đấu ở vị trí tiền vệ cho Argeș Pitești. Șerban có màn ra mắt tại Liga I vào ngày 28 tháng 7 năm 2013 cho Viitorul Constanța trong trận hòa 1-1 trước Rapid București. Anh cũng từng thi đấu ở Liga II cho Chindia Târgoviște và Universitatea Craiova.